# Абрамия, Александр Максимович
Александр Максимович Абрамия (1916, Сухумский округ, Кутаисская губерния, Российская империя — неизвестно, Абхазская АССР, Грузинская ССР) — бригадир колхоза имени Молотова Цаленджихского района (Грузинская ССР). Герой Социалистического Труда (1948).

## Биография
Родился в 1916 году в крестьянской семье в одном из сельских населённых пунктов Сухумского уезда. После окончания местной начальной школы трудился в личном сельском хозяйстве. С 1930-х годов — рядовой колхозник в колхозе имени Молотова Цаленджихского района. В послевоенные годы возглавлял полеводческую бригаду в этом же колхозе.
В 1947 году бригада под его руководством собрала в среднем с каждого гектара по 73,19 центнера кукурузы на участке площадью 6 гектаров. Указом Президиума Верховного Совета СССР от 21 февраля 1948 года удостоен звания Героя Социалистического Труда за «получение высоких урожаев кукурузы и пшеницы в 1947 году» с вручением ордена Ленина и золотой медали «Серп и Молот» (№ 637).
Этим же Указом званием Героя Социалистического Труда были также награждены труженики колхоза имени Молотова звеньевые его бригады Мария Юлоновна Гигиберия, Леонтий Ноевич Килава, а также руководители Цаленджихского района: первый секретарь Цаленджихского райкома партии Михаил Васильевич Кварацхелия, главный районный агроном Иона Онисимович Лукава и заведующий районным отделом сельского хозяйства Андрей Гелаевич Чантурия.
С 1969 года — персональный пенсионер союзного значения. В последние годы своей жизни проживал в Абхазской АССР. Дата его смерти не установлена.